# Стрибки на батуті на літніх Олімпійських іграх 2016 — жінки
Змагання зі стрибків на батуті серед жінок на літніх Олімпійських іграх 2016 відбулися 12 серпня на Олімпійській арені Ріо. У змаганнях взяли участь 16 спортсменок з 13-ти країн. 

## Формат змагань
Змагання складалися з двох етапів: кваліфікації і фіналу. У кваліфікації гімнастки виконали по дві вправи: обов'язкову і довільну. Оцінки у цих вправах сумувались і вісім найкращих вийшли у фінал. Фінал складався з однієї вправи, а результат кваліфікації не враховувався.

## Розклад змагань
Час місцевий (UTC−3)
| Дата                     | Час   | Стадія       |
| ------------------------ | ----- | ------------ |
| П'ятниця, 12 серпня 2016 | 14:03 | кваліфікація |
| П'ятниця, 12 серпня 2016 | 15:42 | Фінал        |

## Результати

### Кваліфікація
| Місце | Спортсменка            | Обов'язкова | Довільна | Штраф | Загалом | Нотатки |
| ----- | ---------------------- | ----------- | -------- | ----- | ------- | ------- |
| 1     | Тетяна Петреня (BLR)   | 47.850      | 56.665   |       | 104.515 | Q       |
| 2     | Лі Дань (CHN)          | 48.075      | 56.000   |       | 104.075 | Q       |
| 3     | Розі Макленнан (CAN)   | 47.490      | 55.640   |       | 103.130 | Q       |
| 4     | Хе Веньна (CHN)        | 48.000      | 55.095   |       | 103.095 | Q       |
| 5     | Кет Дрісколл (GBR)     | 46.950      | 53.345   |       | 100.295 | Q       |
| 6     | Ганна Гарчонак (BLR)   | 47.540      | 52.735   |       | 100.275 | Q       |
| 7     | Бріоні Пейдж (GBR)     | 47.550      | 52.525   |       | 100.075 | Q       |
| 8     | Люба Головіна (GEO)    | 47.080      | 51.205   |       | 98.285  | Q       |
| 9     | Яна Павлова (RUS)      | 46.940      | 51.120   |       | 98.060  |         |
| 10    | Леоні Адам (GER)       | 45.355      | 52.530   |       | 97.885  |         |
| 11    | Ана Ренте (POR)        | 45.220      | 52.665   |       | 97.885  |         |
| 12    | Катерина Хилько (UZB)  | 46.570      | 50.955   |       | 97.525  |         |
| 13    | Рана Накано (JPN)      | 44.580      | 52.195   |       | 96.775  |         |
| 14    | Марина Журбер (FRA)    | 46.445      | 50.315   |       | 96.760  |         |
| 15    | Ніколь Азінгер (USA)   | 45.250      | 50.205   |       | 95.455  |         |
| 16    | Наталія Москвіна (UKR) | 46.030      | 17.300   |       | 63.330  |         |

### Фінал
| Місце | Спортсменка          | Складність | Виконання | Політ  | Штраф | Загалом | Нотатки |
| ----- | -------------------- | ---------- | --------- | ------ | ----- | ------- | ------- |
| 1     | Розі Макленнан (CAN) | 15.000     | 25.200    | 16.265 |       | 56.465  |         |
| 2     | Бріоні Пейдж (GBR)   | 14.400     | 25.500    | 16.140 |       | 56.040  |         |
| 3     | Лі Дань (CHN)        | 15.000     | 24.900    | 15.985 |       | 55.885  |         |
| 4     | Хе Веньна (CHN)      | 15.200     | 24.000    | 16.370 |       | 55.570  |         |
| 5     | Тетяна Петреня (BLR) | 14.600     | 24.300    | 15.750 |       | 54.650  |         |
| 6     | Кет Дрісколл (GBR)   | 14.400     | 23.400    | 15.845 |       | 53.645  |         |
| 7     | Люба Головіна (GEO)  | 14.400     | 21.300    | 15.310 |       | 51.010  |         |
| 8     | Ганна Гарчонак (BLR) | 1.500      | 2.400     | 1.800  |       | 5.700   |         |